# ¡Policia!: A Tribute to the Police
¡Policía!: A Tribute to the Police es un álbum homenaje lanzado por The Militia Group en 2005. En el álbum participan artistas contemporáneos interpretando versiones del grupo de rock británico The Police.

## Lista de canciones
1. "King of Pain" - Brandtson – 5:26
2. "Roxanne" - Fall Out Boy – 3:12
3. "Truth Hits Everybody" - Motion City Soundtrack – 2:55
4. "Synchronicity II" - No Motiv – 5:16
5. "So Lonely" - Limbeck – 3:12
6. "Next to You" - Big Collapse – 3:17
7. "Murder by Numbers" - Maxeen – 4:54
8. "Walking on the Moon" - The Pale – 4:26
9. "Wrapped Around Your Finger" - Underoath – 3:57
10. "Every Little Thing She Does is Magic" - Anadivine – 4:31
11. "Message in a Bottle" - Watashi Wa – 3:56
12. "Every Breath You Take" - Copeland – 5:58